# Zuivelfabriek Freia

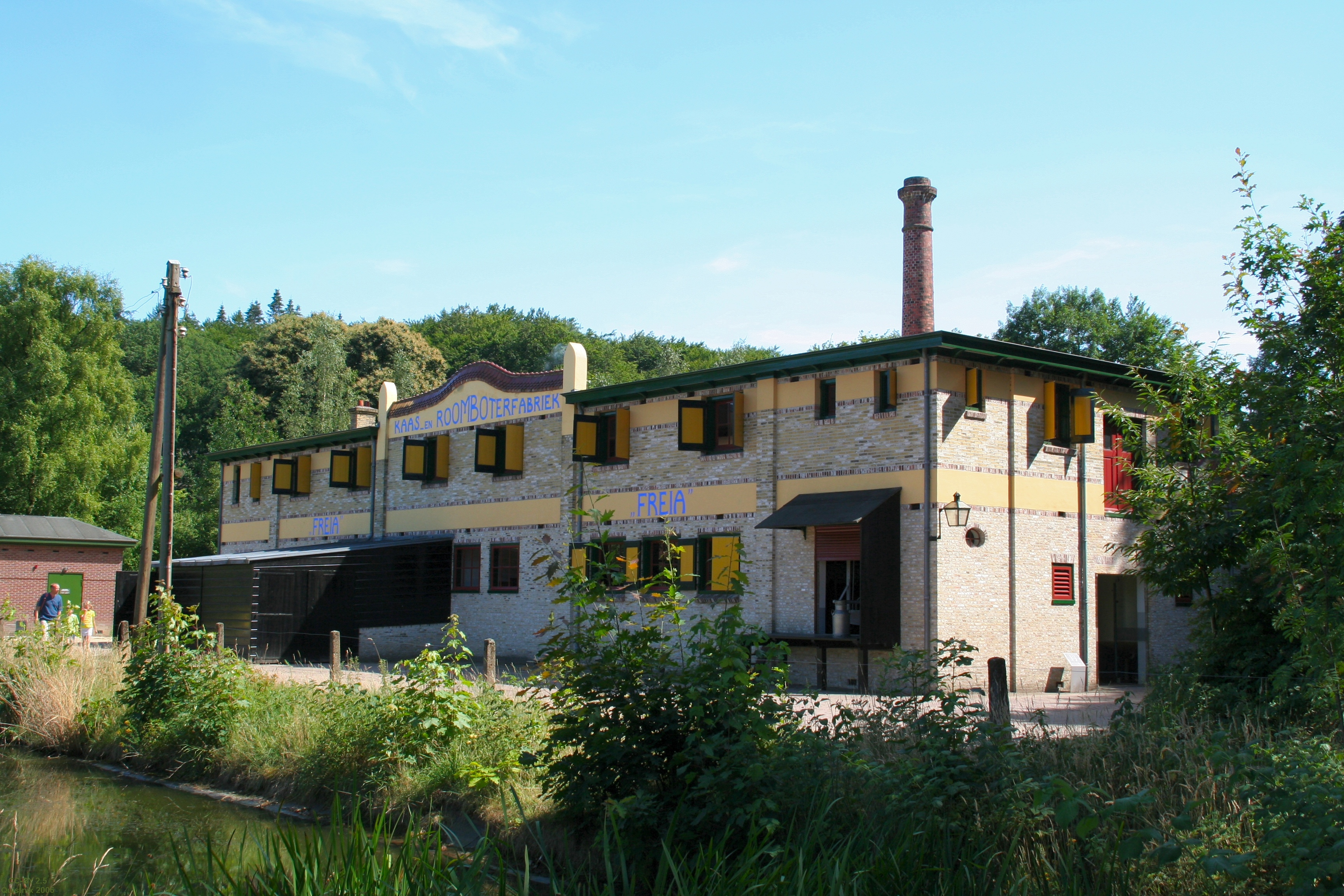
Zuivelfabriek Freia, Nederlands Openluchtmuseum

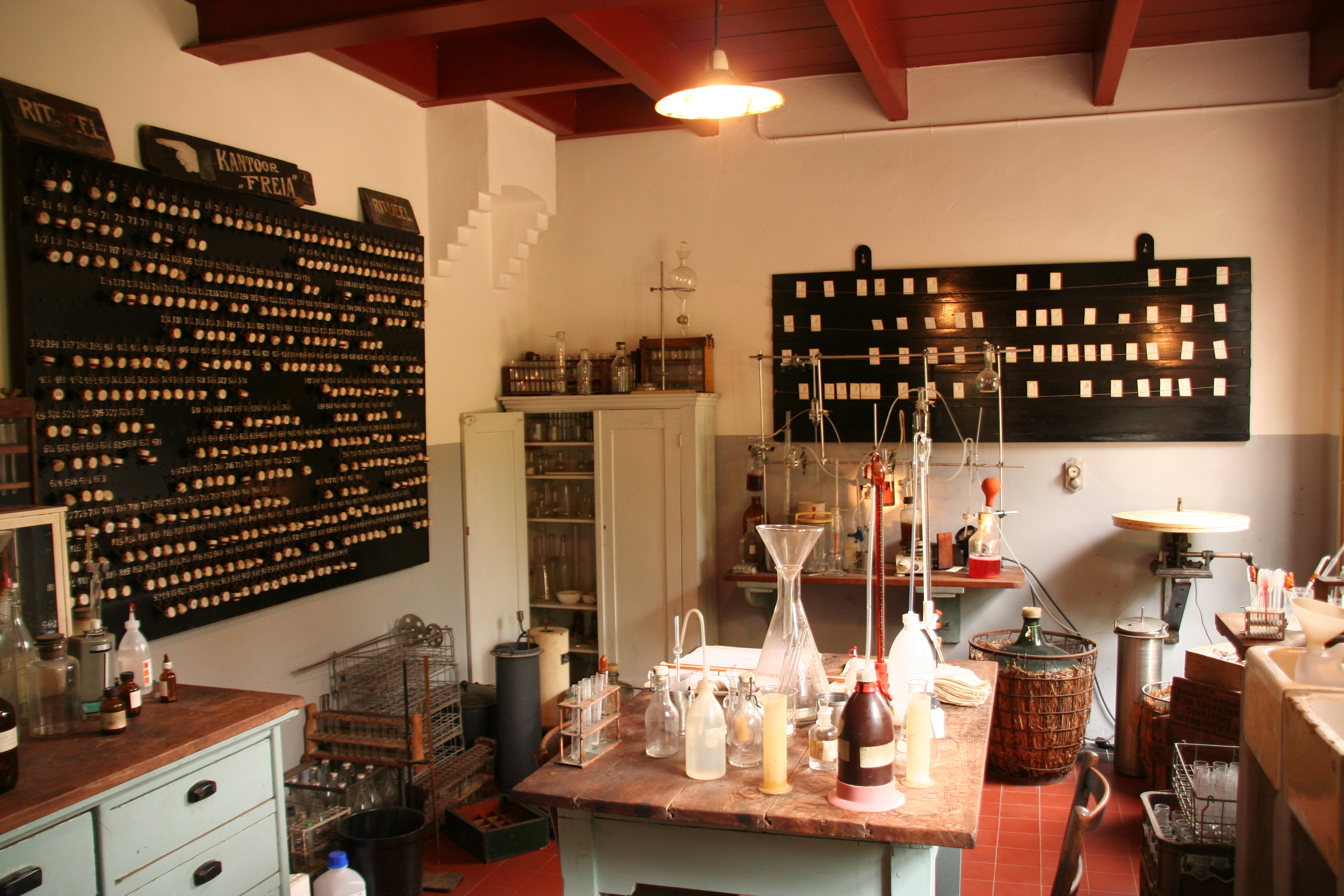
Laboratorium

Zuivelfabriek Freia was de eerste zuivelfabriek in de Nederlandse provincie Friesland. Hij werd gesticht in 1879.

## Geschiedenis
De particuliere zuivelfabriek werd opgericht door Mindert Bokma de Boer (1847-1909), een bekend pionier op agrarisch gebied. In 1874 had hij een reis gemaakt door Denemarken. In dit land waren reeds zuivelfabrieken.
In 1878 werd met de bouw van de fabriek in Veenwouden begonnen en in september 1879 volgde de opening van Freia. Het was een fabriek die gebruik maakte van stoomaandrijving. Na enkele jaren met verlies te hebben gedraaid werd de fabriek in 1882 eigendom van Hero Brouwer uit Joure. In 1890 werd de fabriek verkocht aan Gentius Wybrandi, die in 1905 kwam te overlijden. De nieuwe eigenaar werd Klaas Anema. In 1918 werd de fabriek aangesloten op het elektriciteitsnet. In 1919 had het bedrijf meer dan vijftig werknemers in dienst en was daarmee een van de grootste zuivelfabrieken in Friesland.
De familie Anema bleef tot 1969 eigenaar van het bedrijf. Het zuivelbedrijf in Winschoten dat de fabriek overnam beëindigde de productie na een korte periode echter al in 1970. Het bedrijfsarchief is in bewaring bij Tresoar.

## Nederlands Openluchtmuseum
In 1991, ruim twintig jaar na de sluiting, werd het oudste deel van de fabriek afgebroken en in het Nederlands Openluchtmuseum te Arnhem herbouwd. De fabrieksschoorsteen mocht herbouwd worden op voorwaarde dat deze niet boven de bomen in het museum uit zou steken. De originele schoorsteen van Freia was met zijn 30 meter hiervoor onbruikbaar. Daarop werd besloten om een lagere schoorsteen van een andere fabriek te herbouwen, die ca. 17 meter hoog is.

## Trivia
- De voormalige zuivelfabriek diende eind 1979 als opnamelocatie voor de film Het teken van het beest.[3]
- In 2020 verscheen de roman De Kaasfabriek van Simone van der Vlugt,  die gebaseerd is op de geschiedenis van deze eerste zuivelfabriek van Nederland.